# Sint-Antonius Abtkerk (Ell)
De Sint-Antonius Abtkerk is de parochiekerk van Ell, gelegen aan Antoniusstraat 2 in de Nederlandse gemeente Leudal.

## Geschiedenis
Op deze plaats stond in 1492 een laatgotische kapel, en werd in 1823 een nieuwe kerk gebouwd. In 1912 werd ook deze kerk afgebroken en kwam de huidige kerk tot stand onder architectuur van Caspar Franssen. Eind 1944 werd de toren opgeblazen maar in 1946 werd de kerk hersteld om in 1953 nog enigszins te worden vergroot. In dat jaar werd ook de toren herbouwd. Architect was Joseph Franssen.

## Gebouw
Het betreft een bakstenen gebouw in traditionalistische stijl met aangebouwde, vierkante toren, gedekt door een tentdak. Het ingangsportaal heeft een laatgotische omlijsting die afkomstig is van de voormalige kapel. Boven deze ingang bevindt zich een Sint-Antoniusbeeld in een nis.
Het interieur van deze basiliek doet denken aan de vroegchristelijke basilica, met cassetteplafond, ronde apsis en scheiwanden gedragen door ronde bogen. Jean den Rooijen vervaardigde de glas-in-loodramen.
Tegen de kerk staat een grafkruis uit 1666.